# Vesicularia graminicolor
Vesicularia graminicolor là một loài Rêu trong họ Hypnaceae. Loài này được Müll. Hal. miêu tả khoa học đầu tiên năm 1896.